# Macrocera neobrunnea
Macrocera neobrunnea är en tvåvingeart som beskrevs av Wu och Yang 1993. Macrocera neobrunnea ingår i släktet Macrocera och familjen platthornsmyggor.
Artens utbredningsområde är Fujian (Kina). Inga underarter finns listade i Catalogue of Life.